# La Légende de la Palme d'or
Pour plus de détails, voir Fiche technique et Distribution.
La Légende de la Palme d’or est un téléfilm documentaire suisse réalisé par Alexis Veller et sorti en 2015.
Il a été présenté en 2015 au Festival de Cannes à l'occasion du 60e anniversaire du festival.

## Synopsis
Le film présente des interviews de cinéastes tels que Emir Kusturica, Martin Scorsese, Jane Campion, ou Quentin Tarantino, qui évoquent l'impact d'une palme d'or sur leur carrière. Le film montre aussi les étapes de fabrication de cette récompense prestigieuse.

## Fiche technique
- Réalisation : Alexis Veller
- Production : AV productions, Chopard
- Photographie : Sebastien Gonon
- Genre : documentaire[3]
- Musique : Thomas Dappelo
- Durée : 100 minutes
- Date de sortie : 2015

## Distribution
- Jane Campion
- Jean-Pierre Dardenne
- Luc Dardenne
- Emir Kusturica
- Nanni Moretti
- Martin Scorsese
- Steven Soderbergh
- Quentin Tarantino
- Apichatpong Weerasethakul
- Wim Wenders

## Critiques
Pour Télérama, le documentaire se demande « Comment Scorsese, Kusturica, Soderbergh, Jane Campion ou les frères Dardenne ont-ils vécu leur Palme d'or ? Magnifiquement filmé dans son environnement, chaque cinéaste raconte son festival de Cannes, entre souvenirs émus et anecdotes. Savoureux. ».